# Tomasz Dembowski
Tomasz Dembowski z Dembowej Góry herbu Jelita (zm. po 10 maja 1576 roku) – sędzia ziemski łęczycki w latach 1565–1576, cześnik łęczycki w latach 1563–1565, tytularny dworzanin królewski w 1556 roku.
Poseł województwa łęczyckiego na sejm warszawski 1556/1557 roku, sejm 1558/1559 roku, sejm sejm warszawski 1563/1564 (delegat Izby Poselskiej do komisji lustracyjnej w Wielkopolsce), sejm 1566 roku, sejm koronacyjny 1574 rokusejm 1567 roku, sejm 1569 roku (podpisał akt unii), sejm 1572 roku, sejm konwokacyjny 1573 roku, sejm koronacyjny 1576 roku.
Podpisał konfederację warszawską 1573 roku.